# Houva
Houva est une localité du Cameroun située dans le département du Mayo-Tsanaga et la Région de l'Extrême-Nord, dans les monts Mandara, à proximité de la frontière avec le Nigeria. Elle fait partie de la commune de Koza  et du canton de Koza rural.

## Géographie
Houva se trouve dans la partie montagneuse du territoire de la commune.

## Population
En 1966-1967, la localité comptait 416 habitants, pour la plupart des Mafa. Elle était alors inaccessible en voiture.
Lors du recensement de 2005, on y a dénombré 1 563 personnes.